# Шталаг IV-B
Шталаг IV-Б (является аббревиатурой немецкого нем. Stammlager — «Главный лагерь») — один из крупнейших концентрационных лагерей на территории Германии, располагавшийся близ Мюльберга в Саксонии.
В период с 1939 по 1945 год в лагере было заключено более 30 тысяч человек. Лагерь был освобожден в 1945 году Красной армией. Вплоть до 1948 года НКВД содержало здесь заключённых преступников, превратив здание концлагеря в тюрьму.

## История
Лагерь занимал площадь около 30 гектаров и был открыт в сентябре 1939 года. Первыми заключёнными было около 17 тысяч польских солдат, захваченных в ходе германского наступления в сентябре 1939 года. Первые два месяца они жили под открытым небом или в палатках, а некоторых перевели в другие лагеря. В мае 1940 года поступили первые французские солдаты, которые были взяты в плен в битвах во Франции. В 1941 году после боёв в Греции в лагере появились британские и австралийские пленники, а после июня 1941 первые военнопленных из Советского Союза. В октябре 1944 года поступило несколько тысяч поляков, которые были захвачены после Варшавского восстания членов «Армии Крайовой», в том числе нескольких сотен женщин-солдат. Последние были переведены в другие лагеря, такие как Stalag IV-E (Альтенбург) и Oflag IX-C (Мольсдорф) в ноябре 1944 года. В конце декабря этого же года после Арденской битвы было прислано около 7 500 пленных американцев. Особенностью лагеря было то, что женщины и мужчины содержались совместно, а также были случаи рождения детей. По воспоминаниям заключённых, рабочий день начинался с пяти часов утра, без каких либо выходных или праздничных дней. Сигареты служили основным средством платежа за благосклонность охраны или оказание каких-либо услуг.
Красная армия освободила заключённых в лагере 23 апреля 1945 года. Всего за время существования лагеря в его стенах содержались представители из 33 государств. Когда Красная Армия подошла к лагерю в апреле 1945 года, на его территории содержалось около 30 000 человек, из них 7 250 были британцами. Около 3 000 человек умерли вследствие туберкулеза и тифа. Британские и американские заключённые продолжали содержаться в лагере ещё более месяца после освобождения советскими войсками. Майор Василий Верщенко объяснял это тем, что между СССР и союзниками существует договорённость, согласно которой все пленные американцы будут возвращены лишь после уплаты за них финансового возмещения. Отдельным солдатам удавалось совершить побег и пробраться на подконтрольные американцам территории. В августе 1945 года НКВД открыли на территории лагеря тюрьму, где содержалось более 22 800 человек, а 6 700 из них погибли. Тюрьма прекратила свое существование в 1948 году.